# Life with Roger
Life with Roger foi um sitcom que estreou na The WB em Agosto de 1996, e foi exibido até Junho de 1997, quando, depois de um longo hiato, foi permanentemente cancelado.

## Premissa
O seriado era estrelado por Mike O'Malley como Roger Hoyt, um homem que ao tentar se suicidar através de um pulo de uma alta ponte, é convencido por Jason Clark, interpretado por Maurice Godin, um homem cujo carro havia quebrado na ponte pouco antes de Roger executar seu plano, a não fazê-lo. Jason, um médico, convence Roger de que a vida pode ser boa, e este, retribuindo o favor, conserta o carro de seu novo amigo.

## Episódios
| #    | Título                            | Exibição original    |
| ---- | --------------------------------- | -------------------- |
| 1-1  | "Pilot"                           | 8 de setembro, 1996  |
| 1-2  | "The Day After"                   | 15 de setembro, 1996 |
| 1-3  | "The Stereo"                      | 22 de setembro, 1996 |
| 1-4  | "The Football Connection"         | 29 de setembro, 1996 |
| 1-5  | "Breaking In Is Hard to Do"       | 6 de outubro, 1996   |
| 1-6  | "First Date"                      | 13 de outubro, 1996  |
| 1-7  | "Love Thy Neighbor"               | 27 de outubro, 1996  |
| 1-8  | "The Way We Was"                  | 3 de novembro, 1996  |
| 1-9  | "Is There a Doctor in the House?" | 10 de novembro, 1996 |
| 1-10 | "Working Girl"                    | 17 de novembro, 1996 |
| 1-11 | "Last Tango"                      | 15 de dezembro, 1996 |
| 1-12 | "The Apartment"                   | 5 de janeiro, 1997   |
| 1-13 | "The Landlady"                    | 12 de janeiro, 1997  |
| 1-14 | "About Last Night"                | 19 de janeiro, 1997  |
| 1-15 | "The New Boyfriend"               | 2 de março, 1997     |
| 1-16 | "The Man with the Golden Charm"   | 3 de março, 1997     |
| 1-17 | "A Fight to Remember"             | 9 de março, 1997     |
| 1-18 | "Toy Story"                       | 16 de março, 1997    |
| 1-19 | "Dial M for Muffin"               | 23 de março, 1997    |
| 1-20 | "The Boxer Rebellion"             | 30 de março, 1997    |

## Elenco
- Mike O'Malley como Roger Hoyt
- Maurice Godin como Jason Clarck
- Hallie Todd como Lanie Clarck
- Meredith Scott Lynn como Myra
- Heather Paige Kent como Kate